# L. C. McKinley
Luke C. McKinley (* 22. Oktober 1918 in Winona, Mississippi; † 19. Januar 1970 in Chicago, Illinois) war ein US-amerikanischer Blues-Gitarrist, über dessen Leben nicht viel bekannt ist.
1941 tauchte McKinley in der Blues-Szene von Chicago auf. Seine Spielweise ähnelt der von T-Bone Walker. In den frühen 1950ern trat er mit dem Pianisten Eddie Boyd auf.
McKinsleys Aufnahmen sind begehrte Sammlerobjekte, doch er hatte nie den ersehnten kommerziellen Durchbruch. Als er 1970 starb, hatte er sich vollends vom Musikgeschäft zurückgezogen.